# 麥克·考夫曼
迈克尔·“麥克”·考夫曼（Michael "Mike" Coffman，1955年3月19日—）是美國的一位政治人物。自2009年開始，他是科羅拉多州第6選舉區選出的美國眾議院議員。他的黨籍是共和黨。在當選國會議員之前，考夫曼曾在2007年至2009年擔任科羅拉多州參議院議員。